# Hieronim Warachim
Hieronim Warachim, wł. Karol Warachim (ur. 6 września 1916 w Hołosku Wielkim, dzisiejszej dzielnicy Lwowa, zm. 23 czerwca 2011 w Sędziszowie Małopolskim) – ojciec kapucyn, wyższy przełożony zakonny, kapelan Armii Krajowej, Honorowy Obywatel Sędziszowa Małopolskiego.
Urodził się jak syn Andrzeja i Magdaleny z d. Jaworskiej. W 1931 r. wstąpił do zakonu kapucynów, w 1939 r., tuż po wybuchu II wojny światowej, przyjął (w trybie przyspieszonym) święcenia kapłańskiej w Krakowie z rąk biskupa Stanisław Rosponda. Przedostał się do Lwowa, gdzie uzupełnił wykształcenie i prowadził posługę duszpasterską. Zaangażował się też w działalność konspiracyjną, zostając kapelanem Inspektoratu Północnego Okręgu Lwów Armii Krajowej. W lutym 1944 r. został przeniesiony do klasztoru w Sędziszowie Małopolski, dzięki czemu uniknął aresztowania przez Sowietów. Po 1945 r. pełnił posługę w kilku klasztorach i parafiach, głównie na Ziemiach Zachodnich, w tym m.in. w Nowej Soli, Wałczu, Pile, Kożuchowie i Gorzowie Wielkopolskim. W latach 1959–1964 przez dwie kadencje był wikariuszem prowincji krakowskiej, a latach 1964-1970, także przez dwie kadencje, ministrem (prowincjałem) tejże prowincji. W 1968 i 1970 r. uczestniczył w kapitule generalnej zakonu. Za drugim razem z racji pełnienia funkcji prezesa kapucyńskiej grupy słowiańsko-węgierskiej. Po wygaśnięciu kadencji posługiwał w Gdańsku, a następnie w Austrii.
Od 1979 r. na polecanie przełożonych zaczął zbierać dokumenty i relacje świadków, dotyczące działalności o. Serafina Kaszuby, duszpasterza z Kazachstanu, którego znał ze Lwowa z czasów szkolnych i studenckich. W latach 1990–1996 był wicepostulatorem w jego procesie beatyfikacyjnym. Napisał o nim kilka artykułów oraz książkę pt. "Boży Włóczęga".
W 1993 r. zamieszkał na stałe w klasztorze w Sędziszowie Małopolskim, gdzie zmarł. Jest pochowany na tamtejszym cmentarzu.

## Nagrody i odznaczenia
Krzyż Komandorski Orderu Odrodzenia Polski (2009)
Honorowe Obywatelstwo Sędziszowa Małopolskiego (2016, pośmiertnie)